# Anfield
Anfield (Anfield Road) er et stadion i England, som er bygget i 1884. Anfield er tæt knyttet til fodboldklubben Liverpool FC, der har haft hjemmebane på Anfield, siden klubben blev grundlagt i 1892. Liverpool FC overtog Anfield som hjemmebane efter naboklubben Everton F.C., der var den første fodboldklub på Anfield. I 1957 installerede man stadionlys, og otte år senere blev Anfield indhegnet. Efter udvidelsen af anfield road end er kapaciten 61.276 – alle siddepladser. Tilskuerrekorden er på 61.905, og den blev sat i 1952 mod Wolverhampton. Dengang var der ståpladser. Før i tiden har kapaciteten både været nede omkring 20.000 og været oppe på sit hidtidige højeste på 60.000. Det har været renoveret mange gange gennem tiden, som kapaciteten også viser med sine forskelle.

## Mulig udvidelse
Liverpool har planer om at udvide tilskuerkapaciteten til ca. 60.000 ved enten at udvide Anfield eller bygge et nyt i det nærtliggende Stanley Park. Liverpool afslørede i 2002, at de havde planer om at bygge et nyt stadion. Men grundet finansielle problemer blev byggeriet udskudt. De efterfølgende ejere Tom Hicks og Georg Giller kom i 2007 med nye tegninger til et nyt stadion, stadig i Stanley Park til 60.000. Dog langt dyrere. Af samme økonomiske grund blev planerne udskudt. De nuværende ejere Fenway Sports Group har dog efterfølgende taget det op igen og kigger på muligheden for at udvide Anfield, som de selv hele tiden har sagt er deres favoritmulighed på grund af al dens historie. Det er ikke sikkert, det er muligt at udvide, da man skal købe mange nærtliggende grunde på grund af fysiske begrænsninger.

## The Kop
En del af Anfield benævnes The Kop og er én af de mest berømte stadiontribuner i fodbold.
I starten hed tribunen Oakfield eller Walton Breck Road-enden, men tribunen var faldefærdig. Mens interessen for holdet steg i starten af det 20. århundrede, blev det besluttet i Liverpools bestyrelse at rive tribunen ned og bygge en ny. I 1906 skete det. En kombination af slagger og murbrokker gjorde værket mere solidt. Samtidig blev tilskuerkapaciteten øget til 28.000.
Ved samme lejlighed gav man tribunen et nyt navn: Spion Kop. Dette navn stammer fra Spioenkop, en høj i Sydafrikas Natalprovins. Her fandt et af de blodigste slag i den anden boerkrig sted i år 1900. 320 britiske soldater blev dræbt, mens 500 blev såret. Langt de fleste af dem kom fra Merseyside-området, så derfor var det meget naturligt at mindes dem på denne måde.
Tribunen blev dog stadig kaldt The Kop, og det er noget, man stadig kalder den. I 1928 blev The Kop yderligere udbygget, så der nu var plads til 30.000 tilskuere. Tribunen blev kendt over hele Europa for at levere en god stemning på Anfield. For Liverpool FC var det som at have en 12. mand på banen, og det er det stadigvæk.
I begyndelsen af 1980'erne blev tilskuerkapaciteten reduceret til 21.500 på grund af de nye sikkerhedsregler, og nogle år senere blev kapaciteten yderligere reduceret til 16.480. Liverpool FC spillede deres sidste hjemmekamp på Anfield foran et stående publikum den 30. april 1994 i kampen mod Norwich, da der skulle være siddepladser på tribunen. Få uger senere var der lagt siddepladser på The Kop.
Selv om der kom siddepladser på tribunen, er The Kop stadig kendt for at levere en stor støtte til holdet.